# Krýsuvíkurvegur
Der Krýsuvíkurvegur  ist eine Nebenstraße auf der Südwesthalbinsel von Island.
Er verbindet die Reykjanesbraut  mit dem Suðurstrandarvegur  auf einer Strecke von 25 km.
Bis auf 1 km ist diese Straße asphaltiert.
Krýsuvík ist auch der Name eines Bauernhofes, der heute südlich des Thermalgebietes Seltún liegt.
Noch weiter südlich liegt die Krýsuvíkurkirkja aus dem Jahre 1857.
Sie brannte durch eine Brandstiftung Anfang 2010 vollkommen nieder und wurde inzwischen wieder errichtet.
Hier lag früher ein Hof mit dem Namen Krýsuvík.
Ein großer Teil der Straße führt durch den Reykjanesfólkvangur, ein Landschaftsschutzgebiet.
In Hafnarfjörður zweigt der Krýsuvíkurvegur kreuzungsfrei von der Reykjanesbraut  nach Süden ab.
Nach Osten zweigt der Bláfjallavegur  ab, über den man zum Skigebiet Bláfjöll gelangt.
Westlich des Gebirgszuges Sveifluháls verläuft Hochlandstraße Vigdísarvallavegur .
Nach dem Vatnsskarð führt der Krýsuvíkurvegur am Westufer des Kleifarvatn entlang.
Im weiteren Verlauf erreicht man westlich der Straße Seltún, das bekannteste Thermalgebiet in Krýsuvík.
Der Krýsuvíkurvegur endet am Suðurstrandarvegur , der Verbindungsstraße zwischen Grindavík und Þorlákshöfn.

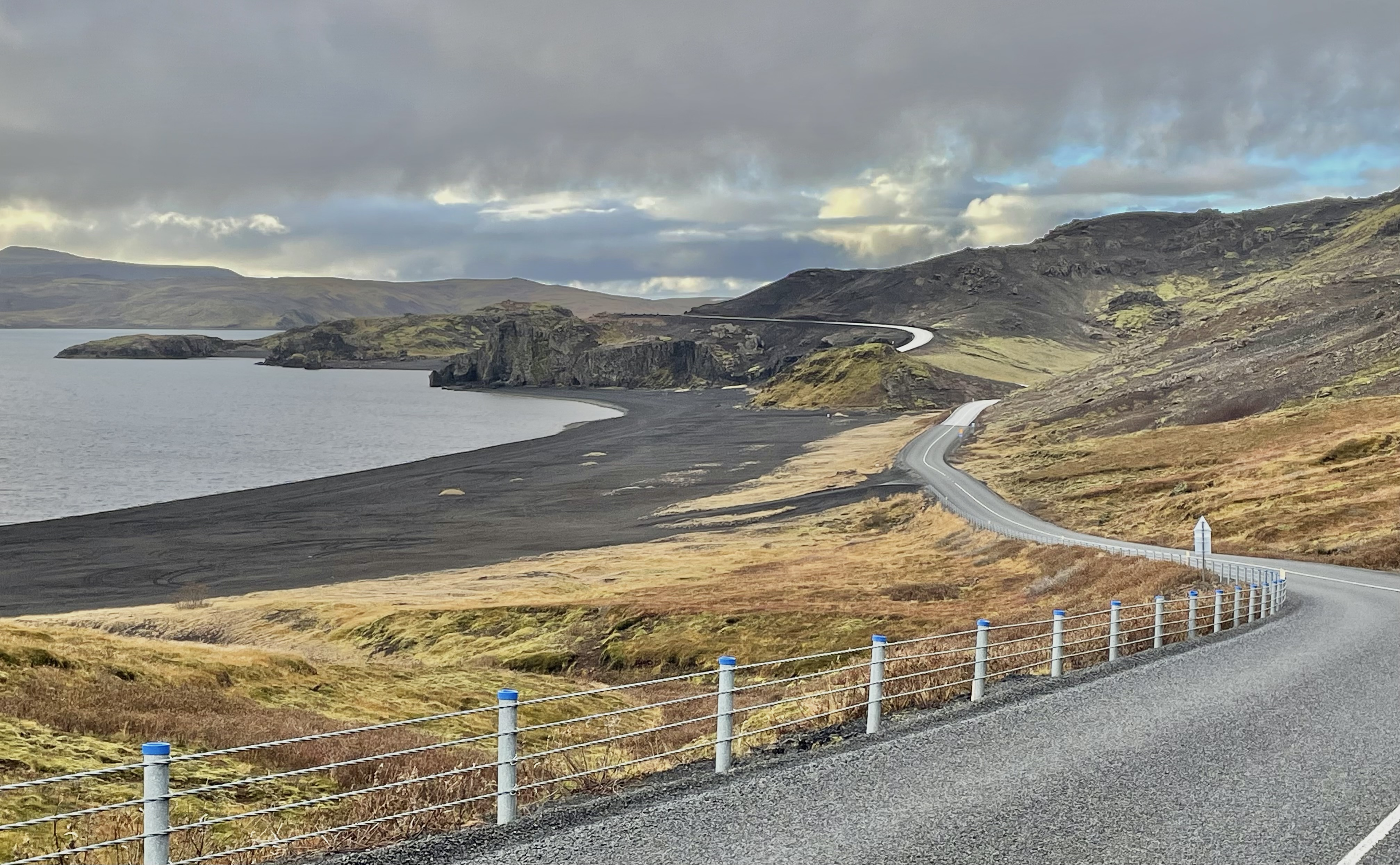
Straße 42 entlang des Kleifarvatn-Sees.
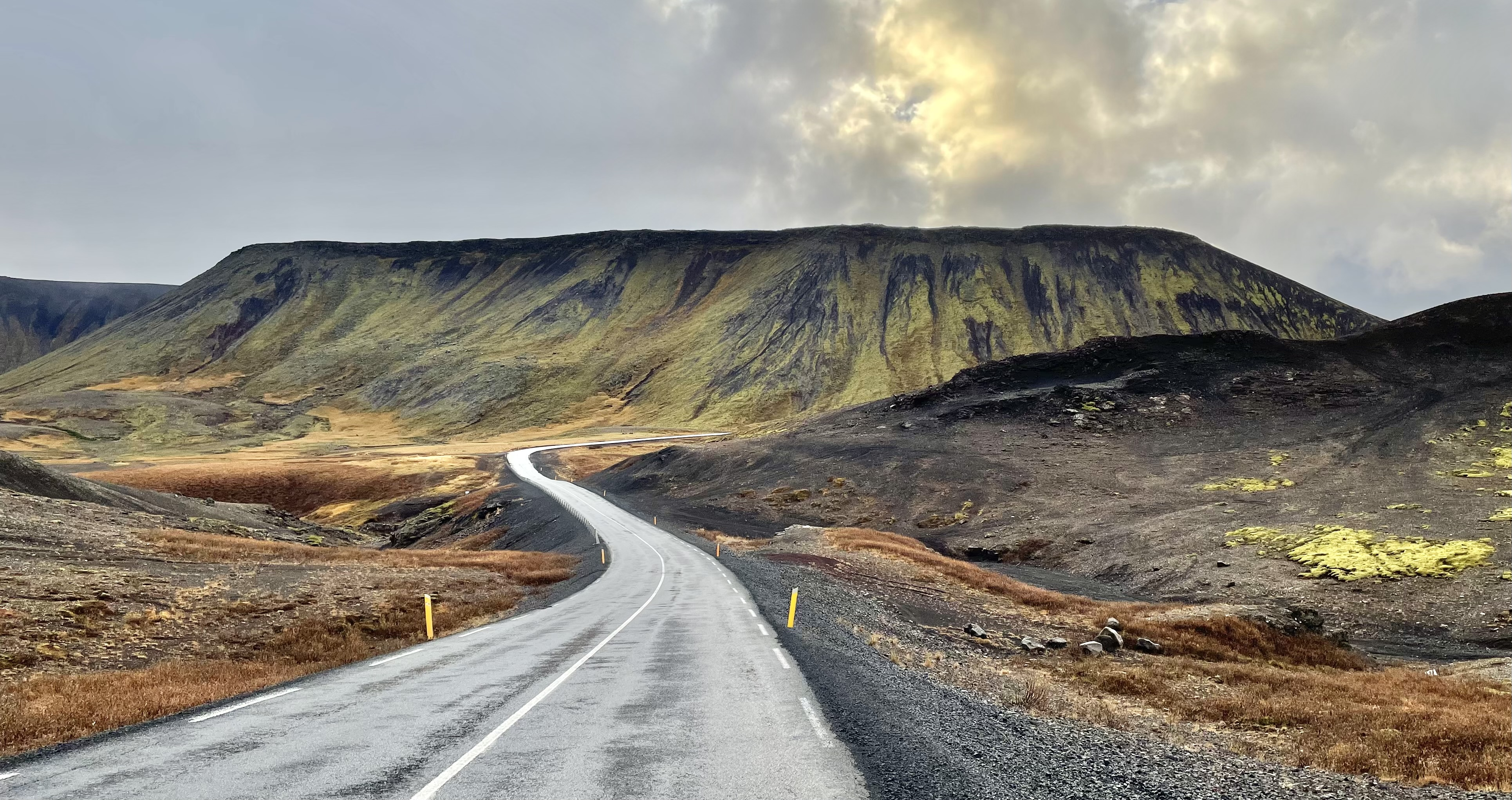
Die Straße führt direkt zur Vatnshliðarhorn
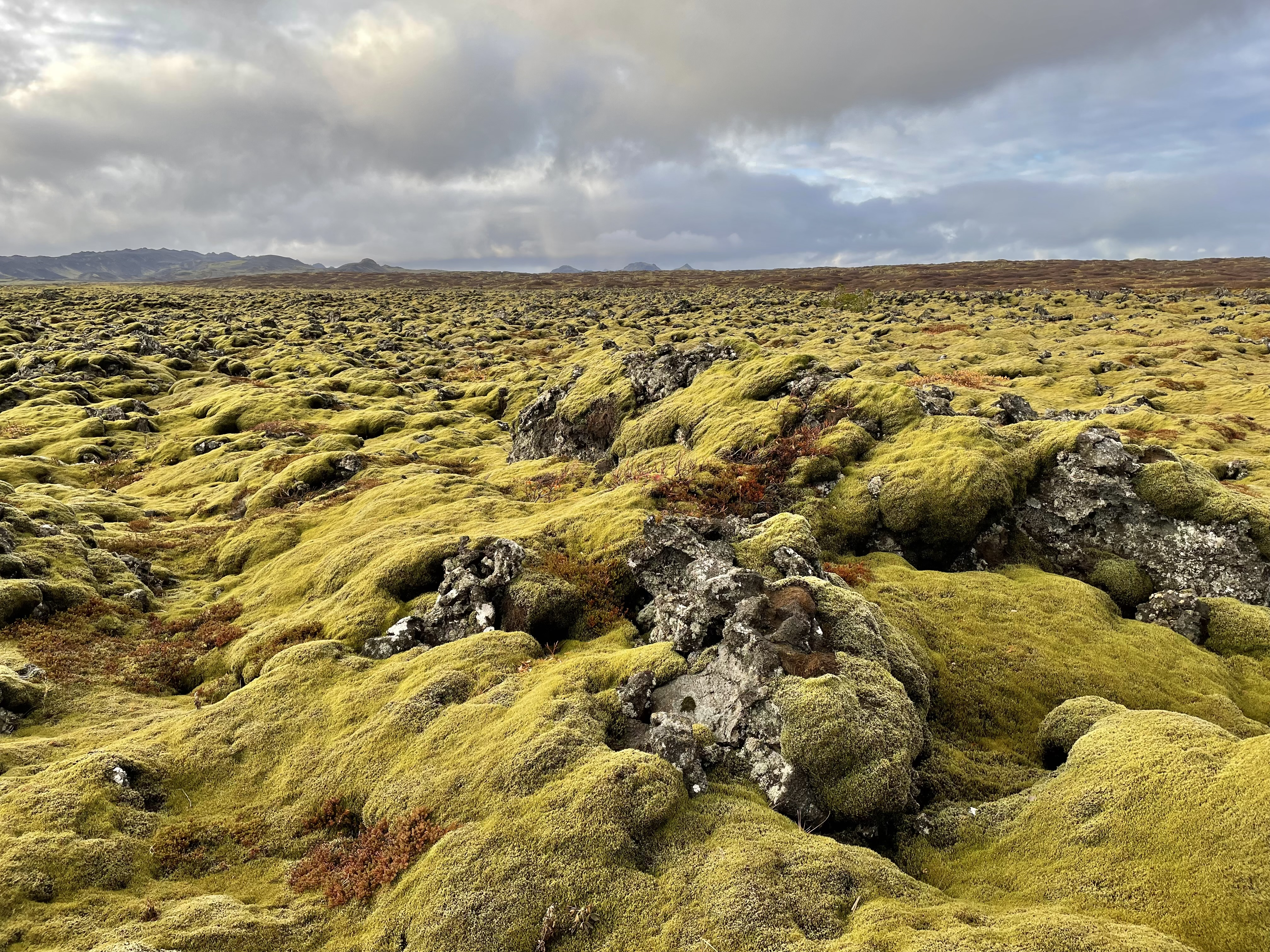
Straße 42 durchquert ein Lavafeld südlich von Hafnarfjörður